# Séisme de 1909 dans le Sud de la France
Le séisme de 1909 dans le Sud de la France, aussi appelé séisme de Lambesc, fait référence à un séisme de magnitude 6,2 (improprement appelée échelle de Richter) qui s'est produit dans le Sud-Est de la France et qui entraîna d'importants dégâts et destructions massives au sein  des villes de Salon-de-Provence, Vernègues, Lambesc, Saint-Cannat, Rognes dans le massif de la Trévaresse en Provence (Bouches-du-Rhône) et Montpellier dans l'Hérault. C'est le tremblement de terre de magnitude la plus élevée enregistré en France métropolitaine depuis celui de Roquebillière le 20 juillet 1564. Il fut ressenti dans tout le Sud de la France et en Italie, de Gênes à Perpignan. 
Le bilan humain fait état de 46 morts et 250 blessés. L'ampleur des dégâts matériels fut considérable puisque 3 000 constructions furent endommagées et ce pour un coût total de 2,2 milliards de francs.
L'origine de ce tremblement de terre se trouve dans le rapprochement de la plaque africaine (plus précisément de la plaque adriatique) en direction de la plaque eurasiatique au nord et qui a pour conséquence le plissement de la croûte terrestre, à l'origine de l'érection des Alpes, et la formation de failles engendrant les séismes.
Depuis, aucune activité de forte ampleur n'a été observée. Classée en zone II, puis en zone 4 (accélération = 1,6 m/s2) dans le zonage de 2011, soit à sismicité moyenne, cette région doit respecter les règles de construction parasismique.

## Séisme

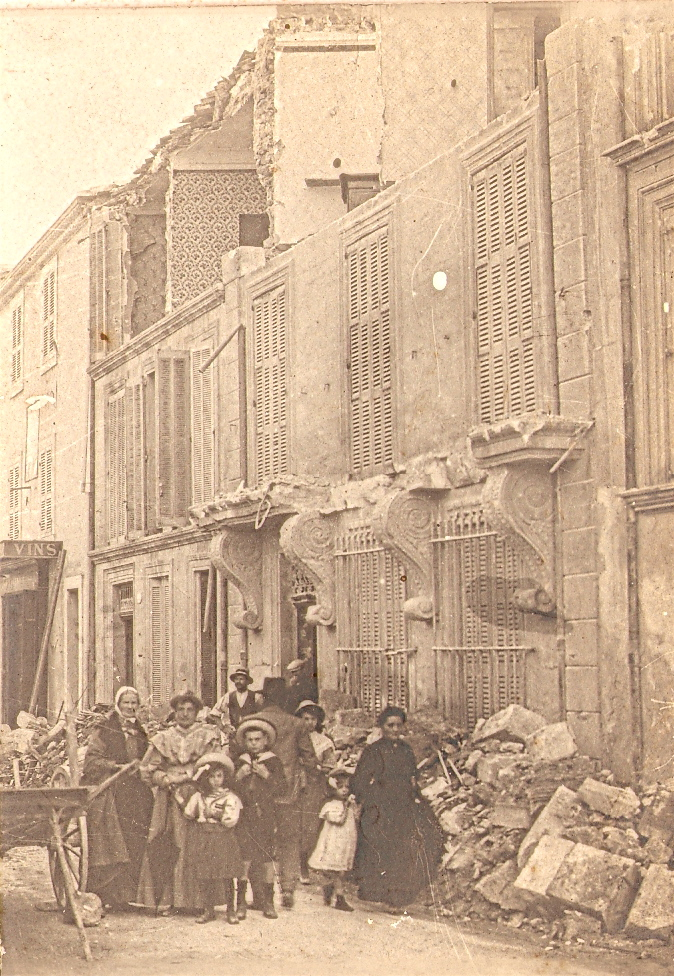
Rue du Puits-du-Mouton (aujourd'hui rue des Frères-Kennedy) à Salon-de-Provence.

### Secousses préliminaires
Plusieurs secousses préliminaires se produisent à divers endroits de Provence : le 26 mai 1909, au Puy-Sainte-Réparade et le 28 à Saint-Cannat. Peu avant la secousse principale, le 11 juin, on remarque le comportement anormal d'oiseaux volant bas, avec des cris de frayeur, de chiens hurlant à la mort, et de chevaux piaffant.

### Secousses principales et ses impacts
Le 11 juin 1909, à 21 h 15, deux secousses très violentes ébranlent la Basse-Provence, et, plus particulièrement, l'est du département des Bouches-du-Rhône. La profondeur du tremblement de terre est évaluée à 10 kilomètres.
Le 14 juin, on fait état d'un bilan de 43 morts. Le 15 juin, le sous-secrétaire d'État au ministère de l'Intérieur, Adolphe Maujan, sous les ordres du ministre Clemenceau, visite les villages détruits.
Le 16 juin, le bilan est porté à 46 morts et plusieurs centaines de blessés. On évalue les dégâts, le 19 juin, à 15,5 millions de francs[réf. nécessaire], dont 4,6 millions à Salon-de-Provence, 2 millions à Saint-Cannat et 1,55 million à Rognes.

### Répliques
Dans les semaines suivantes, des répliques, parfois violentes, surviennent, jetant l'effroi parmi la population : le 10 juillet, à Meyrargues, les 12, 13, 14 et 16 juillet à Puyricard, Arles, Lambesc, Marseille et Toulon.
La population, sous le choc, craint la violence des répliques et passe ses nuits à la belle étoile, sur les places ou dans les jardins publics, dans la crainte de l'effondrement de bâtiments. Ainsi, à Aix-en-Provence, « la place des Prêcheurs se remplit de gens dormant sur des matelas », comme en témoigne la mère d'un académicien.

## Dégâts

### Bouches-du-Rhône
- Lambesc : nombreuses maisons détruites.
- Aix-en-Provence : la toiture de la vermicellerie Augier s'effondre.
- Cornillon-Confoux : destruction partielle de l'église (écroulement du tympan).
- La Barben : destruction d'une tour du château[réf. nécessaire].
- La Roque-d'Anthéron : de nombreux bâtiments détruits, horloge de la mairie fissurée en deux.
- Le Puy-Sainte-Réparade : plus de vingt maisons détruites. Deux morts. L'eau devient boueuse dans plusieurs puits.
- Mouriès : la partie supérieure du clocher est abattue.
- Rognes : dégâts considérables, quatorze morts[6]. L'effondrement d'une bergerie provoque également la mort de 150 moutons.
- Saint-Cannat : dix morts, village ravagé, plusieurs bâtiments importants sont détruits, comme la maison des templiers, l'église et la chapelle Notre-Dame-de-Vie.
- Salon-de-Provence : dégâts considérables. Vingt mètres de murs du château de l'Empéri sont abattus.
- Venelles : le haut du village est rasé dans sa plus grande partie[7].
- Vernègues : effondrement du château. La quasi-totalité des maisons est détruite. Deux morts. Le village a depuis été rebâti plus bas.

### Vaucluse
- Pertuis : dommages causés à plusieurs ponts du canal de Marseille.
- Avignon : le clocher du couvent des Augustins bouge ; il est resté penché depuis cette date.
- Cadenet : le haut du village est détruit dans sa plus grande partie. L'habitat est reconstruit plus bas sur le coteau[réf. nécessaire].
- Gordes : plusieurs importants dégâts sur les maisons ainsi que d'autres facteurs ont poussé les habitants à quitter petit à petit l'habitat sur le rocher. Il reste aujourd'hui des traces dans le chœur de l'église Saint-Firmin de Gordes.
- Oppède : le village, déjà délaissé par ses habitants, est touché par le séisme, poussant ses habitants restants à s'installer dans la plaine dans le quartier dit des Poulivets où se trouve aujourd'hui le nouveau village.

### Autres départements
Le séisme est ressenti très nettement jusque dans le Gard, notamment à Nîmes dans les étages des immeubles. Certaines cloches d'horloges publiques ont également tinté comme ce fut le cas à Congénies... (enquête menée par le muséum d'histoire naturelle de Nîmes au moyen d'un questionnaire auprès de toutes les communes du Gard). Cette enquête laisse apparaître que la composition du sol a beaucoup joué dans la propagation des ondes, moins ressenties sur les collines calcaires que dans les plaines.

## Témoignages
Plusieurs témoins du tremblement de terre en ont livré un récit réaliste dont 
- Alfred Émile Sorel, romancier -

« Un vacarme de vaisselle qui tombe, un plancher qui fléchit, une suspension qui se met à  décrire un cercle fantastique, un grondement qui augmente et assourdit, des meubles qui roulent sur le sol ; enfin le fracas d'un bombardement, un obus qui éclate. Une voix, à mes côtés : "Un tremblement de terre". Cela n'a duré que vingt secondes ; il y a des instants où les forces se centuplent »

. 
- Un habitant de Pertuis se trouvant à son cabanon (Archives municipales) -

« Les arbres sont secoués comme si des enfants quand ils veulent en faire tomber les fruits. Les blés environnants agitent les épis en se heurtant font un bruit qui n'est ni celui du vent, ni de la faux. »